# Kat Leyh
Kat Leyh (Ames, Iowa, 1988/1989) és una escriptora i artista estatunidenca afincada a Chicago, coneguda pels seus treballs Lumberjanes (2014–2020), Snapdragon (2020) i Thirsty Mermaids (2021).

## Trajectòria
Ley ha afirmat que es va iniciar en el món del còmic llegint mangues, i que en continua llegint perquè considera que plasmen molt bé l'acció en dibuixos; a mesura que va passar el temps, però, es va anar decantant cap a històries més costumistes. El seu interès pels mitjans visuals la va dur a fer còmics per poder explicar «una història completa, des del principi fins al final, per si mateixa», a diferència de les limitacions que li suposaven l'animació i les pel·lícules i sèries de televisió amb actors. Sobre el seu procés de treball i com s'inspira, va explicar: «Solc començar els meus còmics amb els personatges, i després imagino situacions i com hi reaccionarien aquests personatges. D'aquest procés en sorgeixen les meves històries. És a dir, són històries impulsades pels personatges i les seves interaccions.» L'autora s'ha referit a Terry Pratchett com a la seva influència principal, per la forma com l'escriptor anglès escriu de màgia.
Va iniciar-se com a coguionista a la sèrie de còmics Lumberjanes amb el número 18 i com a artista de portada a partir del número 24, fins que la sèrie va finalitzar el 2020; la història girava entorn a un grup de noies que han d'enfrontar-se amb criatures llegendàries i monstres mentre són en un campament d'estiu. També va treballar com a guionista ocasional i artista de portada per diverses sèries com Adventure Time i Bravest Warriors, també de BOOM! Studios.
L'any 2014, ja en solitari, va sortir a la llum el seu webcòmic SuperCakes; aquest retrata les petites problemàtiques de la convivència en parella dos superherois alhora que lluiten contra monstres de gel i robots extraterrestres. El 2020 va publicar la novel·la gràfica Snapdragon, una obra que inicialment havia de ser una història curta i que se centra en la vida i les relacions de Snapdragon, una adolescent que es fa amiga de la bruixa del barri, una dona gran anomenada Jacks. El 2021 va sortir Thirsty Mermaids, una novel·la gràfica protagonitzada per sirenes i on se'n reinterpreta el mite i l'autora parodia el conte de La Sireneta; en ella, tres sirenes feministes descobreixen una beguda alcohòlica en les restes d'un naufragi, i aviat canvien les seves cures per cames humanes per poder anr de copes al món exterior.
En una entrevista de 2022 va mostrar-se interessada a fer un còmic amb homes llop.

## Temes recurrents
Les seves obres, habitualment dirigides a un públic juvenil, incorporen referències LGBTIQ+ per tal de donar visibilitat al col·lectiu. Entre els personatges de Lumberjanes hi ha una noia trans, Jo, i també la parella formada per Molly i Mal, dues noies; a Snapdragon hi va incloure una dona trans, Lulu, i una història d'amor lèsbica, i a Thirsty Mermaids va tornar a tractar la identitat de gènere. Al seu còmic digital SuperCakes de 2014, en canvi, ens trobem amb un superheroi queer.

## Reconeixement
Després que el 2015 Lumberjanes guanyés els premis premis Eisner a la millor sèrie nova i a la millor publicació per a adolescents, i que estigués nominada al premi GLAAD al millor còmic, ja amb Leyh a la sèrie l'obra va tornar a estar nominada al GLAAD al millor còmic el 2018 i el 2019.
Snapdragon va optar a l'Eisner en la categoria de Millor publicació per a infants, i el 2022 va estar nominada al premi a la millor obra estrangera a Espanya del Saló del Còmic de Barcelona. El mateix any, Thirsty Mermaids va ser candidata al premi Lambda de novel·la gràfica LGBT.